# Bò Florida Cracker
Bò Florida Cracker là một giống bò được phát triển ở bang Florida, và được đặt tên theo văn hóa Florida Cracker. Ngoài tên gọi trên, giống bò này còn được gọi là Florida Scrub hoặc bò Cracker, những con bò này là một trong những giống bò criollo ban đầu được mang đến miền Nam Hoa Kỳ bởi các Conquistador Tây Ban Nha. Loài này có quan hệ rất chặt chẽ với giống bò Pineywoods, nhưng những bò Cracker thuần chũng không được lai tạo với bất kỳ giống chó bò của Anh như Pineywoods trong quá khứ. Các giống khác có liên quan bao gồm Bò Corriente và Bò sừng dài Texas.
Florida Cracker là một trong những giống bò lâu đời nhất và hiếm nhất ở Hoa Kỳ. Xuất phát từ nguồn gốc Tây Ban Nha nhập khẩu vào lục địa vào thế kỷ XVI, Florida Cracker là một giống bò có kích thước nhỏ, có sừng, nhanh chóng thích nghi với cảnh quan Florida và từ lâu đã được đánh giá cao về khả năng chống ký sinh trùng và các đặc điểm mạnh khác. Bò giống này nặng thường dưới 900 pounds (400 kg), có nhiều màu sắc, và cả con đực và cái đều có sừng.
Sau năm 1949, sự kết hợp của các luật mới về chăn nuôi tự do chuyển vùng và việc giới thiệu các giống bò lớn hơn đã dẫn đến sự suy giảm nhanh chóng của Florida Cracker. Mặc dù công việc tiếp tục của chính quyền bang Florida và một hiệp hội giống, nhưng giống này vẫn được coi là "nguy cấp" bởi Bảo tồn giống vật nuôi Mỹ, và được liệt kê trên Hòm thức ăn của tổ chức Thức ăn chậm Hoa Kỳ.